# Fórmula, vol. 3
Fórmula, vol. 3 es el quinto álbum de estudio del cantante estadounidense Romeo Santos, publicado el 1 de septiembre de 2022 por Sony Music Latin. Es la tercera entrega de la trilogía Fórmula de Santos, tras Fórmula, vol. 1 (2011) y Fórmula, vol. 2 (2014). Musicalmente, combina la bachata tradicional con fusiones innovadoras que exploran y experimentan el dance, el tropical house, el hip hop y el pop. Cuenta con varias apariciones de estrellas internacionales como Rosalía y Justin Timberlake. También contiene apariciones de artistas de su natal República Dominicana como Toño Rosario, Lápiz Conciente, Ramón Orlando, Luis Miguel Del Amargue, Rubby Pérez, Fernando Villalona y Chris Lebron. El álbum contiene 21 canciones, incluyendo 19 canciones, un sketch y una intro.
Grabado y compuesto entre 2019 y 2022, Fórmula, vol. 3 recibió críticas entre mixtas y positivas por parte de la crítica. Mientras que algunos alabaron la producción y a los invitados, otros criticaron las letras de algunos temas y el enfoque de la bachata tradicional. A pesar de esto, los medios de comunicación y los fanes responden positivamente al álbum.
Fórmula Vol. 3 debutó en la lista de las diez primeras del Billboard 200 de Estados Unidos y alcanzó el número uno de la lista US Tropical Albums, al igual que los dos esfuerzos anteriores de la trilogía.

## Sencillos
Fórmula, Vol. 3 está respaldado por el lanzamiento de cinco sencillos oficiales: «Sus huellas», «Sin fin», «El pañuelo», «Bebo», y «Me extraño» junto con el lanzamiento de los respectivos videos musicales.

## Recepción de la crítica
Fórmula, Vol. 3 recibió críticas positivas en general por parte de la crítica y los fanes. Amanda Alcántara de Rolling Stone hizo una crítica positiva en un artículo titulado: «Romeo Santos es tanto un innovador de la bachata como un orgulloso tradicionalista en 'Fórmula Vol. 3'». En la misma nota, Thaina García de Variety dio una crítica positiva al álbum y destacó las colaboraciones y apariciones de invitados. En la misma semana del lanzamiento del álbum, los fanes votaron a Fórmula Vol. 3 como la nueva música favorita de la semana en la página web de Billboard. Además, el personal de Billboard calificó a «Me extraño» con Christian Nodal como la mejor colaboración del álbum.
Por otro lado, Isabelia Herrera de The New York Times dio una crítica mixta al álbum y escribió un artículo titulado: «Romeo Santos revela otro volumen de bachata que cruza los límites». En el artículo afirmaba que «se eleva cuando amplía el alcance del género y los enfoques propios del cantante a sus marcas, pero cae en picado cuando se basa en tropos retrógrados».

## Rendimiento comercial
El álbum debutó en el puesto número 10 del Billboard 200 de Estados Unidos, con 26.000 unidades en la semana que terminó el 17 de septiembre de 2022. Las cifras incluyen 2.000 unidades de ventas puras. Se trata del cuarto álbum en el top 10 de la lista para el artista. En la misma semana, alcanzó el número uno de US Tropical Albums, al igual que los dos esfuerzos anteriores de la trilogía Fórmula, vol. 1 (2011) y Fórmula, vol. 2 (2014). Además, debutó en el número dos en la lista US Billboard Top Latin Albums.
El fin de semana del 2 al 4 de septiembre de 2022, el álbum obtuvo el «Top Global Album Debut» y el «Top Album Debut» en Estados Unidos en Spotify.

## Lista de canciones
| Lista de canciones de Formula, Vol. 3 |                                                                                     |          |  |
| N.º                                   | Título                                                                              | Duración |  |
| 1.                                    | «Intro» (con Katt Williams, Valentino Santos, Solano Santos and Alex Santos)        | 1:41     |  |
| 2.                                    | «Bebo»                                                                              | 3:55     |  |
| 3.                                    | «Ayúdame»                                                                           | 3:44     |  |
| 4.                                    | «Boomerang»                                                                         | 4:07     |  |
| 5.                                    | «Sexo con ropa»                                                                     | 3:06     |  |
| 6.                                    | «Ciudadana»                                                                         | 3:33     |  |
| 7.                                    | «Mar»                                                                               | 3:23     |  |
| 8.                                    | «El pañuelo» (con Rosalía)                                                          | 3:54     |  |
| 9.                                    | «15,500 noches» (con Fernando Villalona, Rubby Pérez, Toño Rosario y Ramón Orlando) | 4:31     |  |
| 10.                                   | «Perro»                                                                             | 3:33     |  |
| 11.                                   | «Sin fin» (con Justin Timberlake)                                                   | 3:54     |  |
| 12.                                   | «Solo conmigo»                                                                      | 4:14     |  |
| 13.                                   | «Sus huellas»                                                                       | 3:34     |  |
| 14.                                   | «Siri» (con Chris Lebron)                                                           | 2:44     |  |
| 15.                                   | «Skit» (con Johnny Marines, ChiChi y MateTraxx)                                     | 3:50     |  |
| 16.                                   | «Me extraño» (con Christian Nodal)                                                  | 3:11     |  |
| 17.                                   | «Suegra»                                                                            | 3:44     |  |
| 18.                                   | «Culpable» (con Lápiz Conciente)                                                    | 2:57     |  |
| 19.                                   | «R.I.P»                                                                             | 3:21     |  |
| 20.                                   | «La última vez» (con Luis Miguel Del Amargue)                                       | 3:40     |  |
| 21.                                   | «Nirvana»                                                                           | 4:37     |  |
| 75:13                                 |                                                                                     |          |  |

Notas
- «Skit» está escrito como: «Skit» (With a Special Character).

## Posicionamiento en listas
| Listas (2022)                     | Mejor posición |
| --------------------------------- | -------------- |
| Bélgica (Ultratop flamenca)       | 156            |
| España (PROMUSICAE)               | 6              |
| Suiza (Schweizer Hitparade)       | 12             |
| Estados Unidos (Billboard 200)    | 10             |
| Estados Unidos (Top Latin Albums) | 2              |
| Estados Unidos (Tropical Albums)  | 1              |